# Стефан Буає
Стефан Буає (фр. Stéphen Boyer, нар. (10 квітня 1996 , Сен-Дені ) — французький волейболіст, олімпійський чемпіон 2020 року.

## Титули та досягнення
За збірну
- Олімпійський чемпіон 2020 року
- Переможець Світової ліги 2017 року
- Срібний призер Ліги націй 2018 року
- Бронзовий призер Ліги націй 2021 року

Клубні
 Шомон Волейбол 52
- Фіналіст Кубку Європейської конфедерації (1): 2016/17
- Чемпіон Франції (1): 2017/18
- Володар Суперкубку Франції (1): 2017/18

 Аль Раян
- Кубок Еміра (1): 2020/21

 Ястшембський Венґель
- Володар Суперкубка Польщі (2): 2021, 2022